# Bâtiment situé 82 rue Kneginje Milice à Jagodina
Le bâtiment situé 82 rue Kneginje Milice à Jagodina (en serbe cyrillique : Зграда у улици кнегиње Милице бр. 82 у Јагодини ; en serbe latin : Zgrada u ulici kneginje Milice br. 82 u Jagodini) se trouve à Jagodina et dans le district de Pomoravlje, en Serbie. Il est inscrit sur la liste des monuments culturels protégés de la république de Serbie (identifiant no SK 2105),,.

## Présentation
Le bâtiment, situé 82 rue Kneginje Milice (ancienne rue Maršala Tita), a été construit en 1937 selon un projet de l'architecte Momir Korunović pour accueillir la maison Sokol de la ville ; après la Seconde Guerre mondiale, il a abrité l' Association d'éducation physique Partizan et, depuis 1979, il héberge le Musée régional de Jagodina,,. Par son architecture, il relève du style serbo-byzantin, qui mêle l'architecture traditionnelle serbe et l'Art nouveau.
L'édifice est de plan rectangulaire ; son côté le plus étroit donne sur la rue et abrite la façade principale et l'entrée principale du bâtiment,. Il est constitué d'un rez-de-chaussée et d'un étage avec des murs en pierres et en briques et un toit à plusieurs pans très pentu recouvert de tuiles,. Les fenêtres, rectangulaires, sont surmontées d'arcades aveugles en relief, décoration que l'on retrouve sur les façades latérales,. L'entrée principale est constituée d'une avancée monumentale flanquée de deux piliers massifs,, qui peut apparaître comme une modernisation du style des maisons moraviennes traditionnelles.